# Lake Humuhumu
Der Lake Humuhumu ist ein See in der Region Northland auf der Nordinsel von Neuseeland.

## Geographie
Der Lake Humuhumu befindet sich am südlichen Ende der Halbinsel Pouto Peninsula zwischen dem Kaipara Harbour im Osten, der Tasmansee im Westen und dem Kaipara Entrance im Süden. Der See gehört zu einer Gruppe von Seen, die sich im südöstlichen Teil der Südspitze der Halbinsel in Richtung Südsüdosten aneinanderreihen und zu denen der Lake Rotopouua gehört, der sich rund 360 m nordwestlich des Lake Humuhumu befindet und der Lake Rotootuauru, der rund 520 m ostsüdöstlich zu finden ist. Ihm folgen ist südsüdöstlicher Richtung der Lake Rotokawau, der Lake Waingata, der Lake Kanono und der Lake Kahuparere.
Der Lake Humuhumu ist der größte dieser Seen und umfasst eine Fläche von rund 1,35 km². Mit einer westnordwestlich-ostsüdöstlichen Ausrichtung erstreckt sich der See über eine Länge von rund 1,84 km und misst an seiner breitesten Stelle rund 1,16 km in Nord-Süd-Richtung.
Die Wasserzuflüsse des Sees resultieren zu rund 49 % aus Niederschlägen, zu rund 40 % aus Grundwassereinträgen und nur zu rund 12 % aus Zuflüssen aus Oberflächengewässer. Der Wasserstand des Sees ist relativ stabil und variierte über das Jahr nur um ca. 87 cm. Der See besitzt keinen Abfluss.
In der östlichen Hälfte des Sees erstreckt sich in einer Nord-Süd-Richtung quer zum See eine 7,7 Hektar große Insel.